# Pheidippides

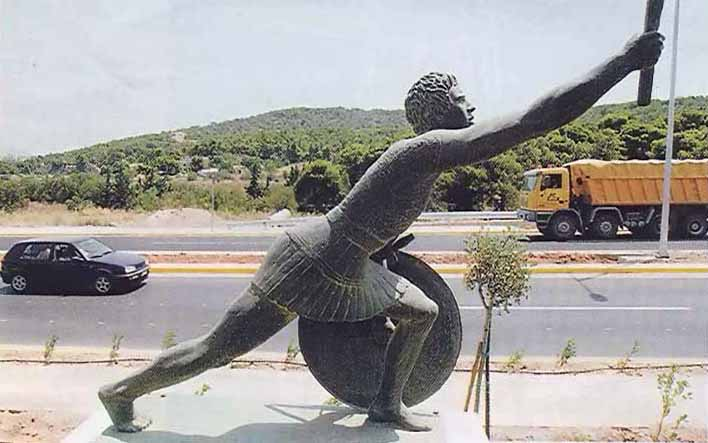
Statue des Pheidippides bei Marathon

Pheidippides (altgriechisch Φειδιππίδης), auch Thersippos (Θέρσιππος), Eukles (Εὐκλές) und Philippides (Φιλιππίδης) genannt, war nach der Überlieferung von Herodot ein athenischer Bote, der vor der Schlacht bei Marathon mit einem – letztlich vergeblichen – Hilfeersuchen nach Sparta lief. Dieser Lauf über etwa 245 km ist das Vorbild für den modernen Spartathlonlauf.
In wesentlich späteren Überlieferungen von Plutarch und Lukian von Samosata wurde der Name auf den legendären Boten übertragen, der nach der Schlacht 490 v. Chr. nach Athen gelaufen und an Erschöpfung auf dem Areopag gestorben sein soll, nachdem er die Nachricht vom Sieg über die Perser übermittelt hatte. Dieser sagenhafte Lauf über etwa 42 km ist das Vorbild für den modernen Marathonlauf.

## Herodots Überlieferung (5. Jahrhundert v. Chr.)
Ende August des Jahres 490 vor Christus landeten die Streitkräfte des Achämenidenreichs unter Dareios I. auf dem griechischen Festland bei Marathon mit der Absicht, die Stadtstaaten Griechenlands zu unterwerfen. Der athenische Herrscher Miltiades schickte deshalb einen Botenläufer namens Pheidippides mit einem Hilfegesuch nach Sparta. Einen solchen Läufer nannte man im antiken Griechenland Hemerodromos (ἡμεροδρόμος).
Der Bote soll die Strecke von ca. 245 km in weniger als zwei Tagen zurückgelegt haben. Die Spartiaten teilten ihm jedoch mit, dass sie ihr laufendes Fest Karneia nicht unterbrechen dürften (so ein Orakelspruch) und folglich den Athenern frühestens in sechs Tagen militärischen Beistand leisten könnten. Somit waren die Athener in der Schlacht bei Marathon auf sich alleine gestellt.

## Plutarch und Lukian (1. und 2. Jahrhundert n. Chr.)
Erst Plutarch erzählt mehr als 500 Jahre später unter Berufung auf ein verlorengegangenes Werk des Herakleides Pontikos von einem Boten, der nach der Schlacht von Marathon nach Athen gelaufen sei, und nennt diesen Thersippos oder Eukles. Lukian griff diese Geschichte ein Jahrhundert später auf und gibt als Namen für den Läufer „Philippides“ an, was zu der Verschmelzung dieser legendären Gestalt mit dem historisch verbürgten Pheidippides beitrug. Er erwähnte ihn in seinem Traktat „Schutzrede für einen im Grüßen begangenen Fehler“ (Ὑπὲρ τοῦ ἐν τῇ Προσαγορεύσει Πταίσματος). Dieses setzte er auf, nachdem er seinen Herrn, den römischen Statthalter in Ägypten, mit der Abschiedsformel „vale“ statt dem Willkommenswort „salve“ gegrüßt hat. Lukian argumentierte, dass schon der Tagesläufer Pheidippides vor den Archonten in Athen die Grußformel bei seinem Ausruf „Freut euch, wir haben gesiegt!“ in jenem Sinne verwandt und zugleich mit dem Gruß sein Leben ausgehaucht habe.
Die Texte dieser beiden relativ späten Autoren bilden die einzigen Überlieferungen vom Marathonläufer. Sie sind jedoch weniger Zeugnisse für die Geschichtlichkeit des Marathonläufers, sondern geben eher Anlass zum Zweifel an seiner Historizität. Daher wird die Frage nach der Geschichtlichkeit des Marathonläufers mit zum Teil unterschiedlichen Begründungen heute überwiegend negativ beantwortet.